# 国土交通省大臣官房技術総括審議官
国土交通省大臣官房技術総括審議官（こくどこうつうしょうだいじんかんぼうぎじゅつそうかつしんぎかん）は国土交通省大臣官房に置かれる役職。

## 設置根拠と職務
国土交通省組織令。
「第二十条　大臣官房に、総括審議官二人、技術総括審議官一人、政策立案総括審議官一人、公共交通・物流政策審議官一人、土地政策審議官一人、危機管理・運輸安全政策審議官一人、海外プロジェクト審議官一人、公文書監理官一人、政策評価審議官一人、サイバーセキュリティ・情報化審議官一人、審議官二十三人（うち一人は、関係のある他の職を占める者をもって充てられるものとする。）及び技術審議官五人を置く。」
「3　技術総括審議官は、命を受けて、国土交通省の所掌事務に関する技術に関する重要事項についての企画及び立案並びに調整に関する事務を総括整理する。」

## 人事慣行
国土交通省大臣官房技術総括審議官は2022年現在、指定職3号俸の幹部公務員である。
技術総括審議官は、旧運輸省出身の技官（ここでは運輸系技官と呼ぶ）のトップポストとされ、これを巡っては独特な人事慣行が散見される。たとえば、同じく運輸系技官の指定席である港湾局長（指定職5号俸）を経た後に技術総括審議官に就任し、それを最後に退官するといった、職制上の段階における逆転現象が見られている（技術総括審議官も参照）。
また、2018年には、それまで旧建設省出身の技官（建設系技官）の指定席であった次官級ポストの「技監」に運輸系技官（菊地身智雄）が初めて就任した一方で（技監も参照）、同年の技術総括審議官には建設系技官（増田博行）が初めて就任するといった人事が見られた。
さらに、2019年には前港湾局長（高田昌行）が技術総括審議官に就任し、同時に前技術総括審議官（浅輪宇充）が港湾局長に就任するなど、役職の前任者と後任者が入れ替わるといった異例の人事も見られている。
こうした独特な人事慣行の成因が直接明かされることはないものの、国土交通省の枢要事項を討議する省内会議（省議）の「最高幹部会議」に出席可能なメンバーは（政務三役を除いて）事務次官、技監、国土交通審議官、官房長、総合政策局長および技術総括審議官などの幹部および官房系役職者に限られており、その中で唯一、技術総括審議官ポストは運輸系技官グループ代表としての役割を負うものであるため、運輸技官系の原局の長より重要視される機微がある、という理由付けは可能である。